# Dvärghedlav
Dvärghedlav (Cetraria odontella) är en lavart som först beskrevs av Erik Acharius, och fick sitt nu gällande namn av Erik Acharius. Dvärghedlav ingår i släktet Cetraria, och familjen Parmeliaceae. Arten är reproducerande i Sverige.